# Georg Schmidt (Elektrotechniker)
Georg Schmidt (* 2. April 1871 in Ulm; † 13. März 1955 in Ilmenau) war ein deutscher Elektrotechnik-Professor und von 1903 bis 1948 Rektor des Thüringischen Technikums, des Vorgängers der Technischen Universität Ilmenau. Schmidt publizierte, um sich von gleichnamigen Autoren zu unterscheiden, teils unter dem Namen Georg Schmidt-Ulm in Anlehnung an seine Geburtsstadt.

## Leben
Schmidt wurde 1871 als achter Sohn des Stadtgärtners von Ulm geboren. Ein Stipendium der Wilhelm-Stiftung der Stadt Ulm ermöglichte es ihm, von 1890 bis 1894 an der Technischen Hochschule Hannover Maschinenbau und Elektrotechnik zu studieren. Zu Beginn seines Studiums wurde er Mitglied des Corps Hannovera.
1894 kam er nach Ilmenau, wo Eduard Jentzen gerade die Gründung des Thüringischen Technikums initiierte. Schmidt wurde stellvertretender Rektor des Technikums. Als sich Jentzen am 1. Oktober 1903 aus gesundheitlichen Gründen aus dem Technikum zurückzog, wurde der damals 32-jährige Schmidt Rektor der Einrichtung. Am 24. Dezember 1908 verlieh Großherzog Wilhelm Ernst von Sachsen-Weimar-Eisenach Schmidt die Professorenwürde.
Die bis dahin privat geführte Hochschule wurde zum 1. Oktober 1945 verstaatlicht. Da Schmidt weder NSDAP-Mitglied war noch vom Krieg profitiert hatte, konnte die SMAD ihn nicht enteignen. So kaufte die Stadt ihm das Technikum für 260.000 Reichsmark ab. Das Technikum wurde daraufhin am 23. Oktober 1945 als Städtische Ingenieurschule Ilmenau wiedereröffnet und Schmidt erneut zum Rektor berufen. Am 7. Mai 1947 wurde die Ingenieurschule unter staatliche Kontrolle gestellt und der Kaufvertrag zwischen der Stadtverwaltung und Schmidt durch die SMAD für nichtig erklärt; Schmidt wurde aufgefordert, den Kaufpreis zu erstatten. Nachdem es vermehrt zu Diffamierungen gegenüber Schmidt von Seiten der SED und der SMAD gekommen war, trat er Ende 1948 von seinem Amt zurück.
Neben dem Wirken am Technikum engagierte sich Schmidt auch als Gründer des Verbands Höherer Technischer Lehranstalten in Deutschland sowie als Vorsitzender des Bezirksvereins Erfurt des Vereins Deutscher Ingenieure (1913–1933). Auch für den Deutschen Ausschuß für Technisches Schulwesen war Schmidt aktiv.
Schmidt starb 1955 im Alter von 83 Jahren in Ilmenau. Sein Grab befindet sich auf dem Ilmenauer Friedhof.
Am 1. Februar 1946 wurde die Wilhelmstraße in Ilmenau in Professor-Schmidt-Straße umbenannt. 1953 wurde sie in Straße der jungen Techniker und 1991 wieder in Professor-Schmidt-Straße umbenannt. Zudem trägt der innerstädtische Campus der TU Ilmenau in der Weimarer Straße den Namen Georg-Schmidt-Technikum.

## Werke
- Die Wirkungsweise, Berechnung und Konstruktion der Gleichstromdynamomaschinen und Generatoren. Ilmenau 1897. (erschien nachfolgend in sieben Auflagen)